# Comportementalisme
Le comportementalisme ou béhaviorisme est un paradigme de la psychologie scientifique selon lequel le comportement observable est essentiellement conditionné soit par les mécanismes de réponse réflexe à un stimulus donné, soit par l'histoire des interactions de l'individu avec son environnement, notamment les punitions et renforcements par le passé. L'approche comportementaliste vise à mettre au jour des relations statistiquement significatives entre les variables de l'environnement et les mesures du comportement étudié sans faire appel au psychisme comme mécanisme explicatif. Le béhaviorisme émerge à la fin du XIXe siècle et au début du XXe siècle en réaction à la difficulté des courants mentalistes, subjectivistes et introspectifs à produire des énoncés scientifiques empiriquement testables. Après avoir exercé une influence très forte sur la recherche en psychologie en Amérique du Nord et en Europe, le comportementalisme, en particulier dans sa forme radicale défendue par des chercheurs comme B. F. Skinner, qui cherche à rendre compte aussi des processus mentaux selon les mêmes lois, régresse au profit d'approches cognitivistes.
Le comportementalisme trouve son application aujourd'hui dans l'analyse appliquée du comportement, ou ABA (Applied Behavioral Analysis), et plus généralement sous une forme largement transformée, dans les thérapies cognitivo-comportementales (TCC). Les méthodologies d'intervention de type ABA sont utilisées pour divers troubles mentaux et auprès des personnes avec trouble du neurodéveloppement (TND), dont l'autisme ou les addictions, mais elles peuvent avoir des applications dans d'autres domaines tels que la sécurité industrielle.

## Étymologie
« Comportementalisme » est la traduction du terme anglais « behaviorism », qui provient du mot « behavior » (orthographe américaine) ou « behaviour » (orthographe britannique) qui signifie « comportement ». Le terme anglais est également couramment francisé en « béhaviorisme ».

## Histoire du comportementalisme

### Travaux théoriques et expérimentaux

#### Le comportementalisme Stimulus-Réponse de Watson

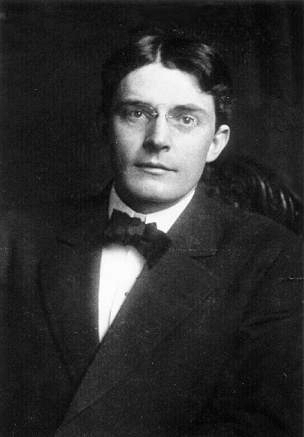
John Broadus Watson à Hopkins.

Historiquement, le comportementalisme est apparu au début du XXe siècle, en réaction aux approches dites « mentalistes » qui faisaient de la psychologie une branche de la philosophie. Aux États-Unis, le concept de conscience est alors de plus en plus remis en cause. L'article de William James de 1904 « Does consciousness exist? » (« La conscience existe-t-elle ? ») pose le problème de manière explicite.
En 1913, John Broadus Watson établit les principes de base du béhaviorisme, dont il invente le nom, en affirmant, dans un article intitulé « La psychologie telle que le béhavioriste la voit » : « La psychologie, telle que la conçoit le béhavioriste, est une branche expérimentale et purement objective des sciences de la nature. Elle a pour but théorique la prédiction et le contrôle du comportement. L'introspection constitue une partie non essentielle de ses méthodes, de même que la validité scientifique de ses données n'est pas dépendante de la facilité avec laquelle elles se prêtent à l'interprétation à la conscience. Le béhavioriste, dans sa tentative pour atteindre à un modèle unifié de la réaction animale, n’admet aucune ligne de démarcation entre l’homme et la bête ». Watson considère que la psychologie doit faire des comportements son sujet d'étude et non pas les états mentaux. Si la psychologie veut être perçue comme une science naturelle, elle doit se limiter aux événements observables et mesurables en se débarrassant, sur le plan théorique, de toutes les interprétations qui font appel à des notions telles que la conscience et en condamnant, sur le plan méthodologique, l'usage de l'introspection « aussi peu utile à la psychologie qu'elle l'est à la chimie ou la physique ».
L'objectif de la science du comportement est pour Watson d'étudier les relations entre les stimuli (S) de l'environnement et les comportements réponses (R) qu'ils provoquent. Dans un système psychologique abouti, une réaction donnée permet de prédire le stimulus ; et un stimulus étant donné, il est possible de prédire la réponse. Cette position de principe défendue par Watson correspond à ce qu'on a appelé par la suite le « béhaviorisme méthodologique » pour le différencier des autres courants auxquels il donnera naissance.
Il fait de l'apprentissage un objet central pour l'étude du comportement, qui doit être approché uniquement sous l'angle des comportements mesurables produits en réponse à des stimuli de l'environnement. Watson était persuadé que son nouveau béhaviorisme permettrait à terme la prédiction et le contrôle du comportement. Certaines de ses affirmations extrêmes en la matière ont été utilisées pour discréditer Watson et le béhaviorisme moderne par extension, même si ce dernier est fondamentalement différent du paradigme S-R de Watson.

#### Le modèle Stimulus-Réponse-Conséquence, ou comportement opérant

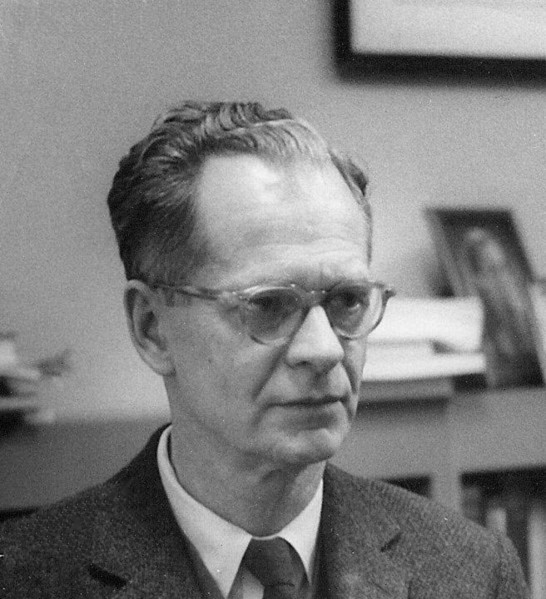
Burrhus Skinner à Harvard en 1950.

La branche expérimentale du comportementalisme naît formellement en 1938 avec la publication de l'ouvrage de Burrhus F. Skinner : The behavior of organisms (Le comportement des organismes). L'ouvrage résume les travaux menés en laboratoire entre 1930 et 1937. Il met en perspective deux types de comportements : le comportement répondant et le comportement opérant ou conditionnement opérant sur la base des observations qu'il effectue sur les animaux placés dans des dispositifs expérimentaux appelés boîtes de Skinner, au cours desquels ils apprennent par essai-erreur les actions à effectuer pour obtenir le résultat souhaité.
Le premier ensemble de données présentées par Skinner dans Le comportement des organismes est un graphe qui présente la mesure d'un changement de comportement lorsque de la nourriture est donnée à un rat qui presse un levier. Skinner note que les trois premières fois que la nourriture est donnée en lien avec le comportement, aucun effet n'est observé, mais que la quatrième fois est suivie d'une augmentation appréciable du taux d'actionnement du levier jusqu'à atteindre un maximum.
Ivan Pavlov avait mis en évidence les comportements répondants qui sont suscités par le stimulus qui les précède immédiatement. Le stimulus antécédent (la lumière vive par exemple) et le comportement qu'il suscite (la contraction de la pupille) forment une unité fonctionnelle, appelée réflexe. Les comportements répondants sont essentiellement involontaires et apparaissent dès que le stimulus de déclenchement est présenté.
Comme beaucoup d'autres psychologues de l'époque, Skinner considère que ni le comportement répondant de Pavlov, ni le paradigme S-R de Watson ne permettent d'expliquer la majorité des comportements, en particulier les comportements pour lesquels il n'y a pas de causes antérieures apparentes dans l'environnement. En comparaison du comportement réflexe, la plupart des comportements des organismes apparaissent spontanés ou volontaires. Skinner cherche dans l'environnement plus large les déterminants de comportements qui n'ont pas de causes antérieures apparentes. Avec des expériences sur les animaux, il accumule la preuve, contre-intuitive, que le comportement est moins changé par ce qui le précède que par ce qui le suit. La formulation de ce modèle est S-R-C (Stimulus - Réponse - Conséquence), aujourd'hui plus connu sous le terme de « comportement opérant » tandis que le modèle S-R de Pavlov et Watson est généralement appelé « comportement répondant ».
Contrairement à Watson qui la rejetait, Skinner s'appuie sur la loi de l'effet de Thorndike qui établit que le comportement est fonction de ses conséquences, pour développer les notions de renforcement, de façonnement, d'apprentissage programmé. Ces principes marquent une divergence profonde avec le béhaviorisme méthodologique de Watson en acceptant l'idée que des variables internes à l'individu puissent intervenir dans l'analyse du comportement.
Ce modèle de comportement opérant ne remplace pas le modèle du comportement répondant puisque le réflexe est une réalité physiologique. Il permet de mieux rendre compte de la façon dont l'environnement influe sur le comportement.

#### Le comportementalisme radical de Skinner
En parallèle de ses travaux expérimentaux, Skinner écrit de nombreux ouvrages sur la philosophie et l'épistémologie du béhaviorisme. En 1948, Skinner publie Walden Two, une fiction explorant un monde utopique appliquant les principes du béhaviorisme. Cet ouvrage est suivi de Science et comportement humain (1953), considéré comme l'un des textes principaux de Skinner, dans lequel il réfléchit sur une possible application des principes du comportement à des domaines complexes tels que l'éducation, la psychothérapie.
L'ouvrage de Skinner About Behaviorism (1974) s'ouvre sur ces mots : « Le béhaviorisme n'est pas la science du comportement humain ; il est la philosophie de cette science ».
Les questions théoriques sous-jacentes de la pensée de Skinner sont :
- une science du comportement est-elle possible ?
- peut-elle rendre compte de tous les aspects du comportement humain ?
- quelles peuvent être ses méthodes ?
- ses lois sont-elles aussi valides que les lois de la physique et la biologie ?
- sur quelles techniques peut-elle déboucher ?

En incorporant les processus internes, comme les pensées ou les émotions, sous la qualification d'« événements privés ». Skinner fait trois hypothèses concernant les événements privés :
- les pensées et sentiments sont des comportements ;
- le comportement qui a lieu sous la peau d'un organisme se distingue d'un événement public uniquement par son inaccessibilité ;
- l'événement privé est influencé par les mêmes types de variables que les événements publics.

Dans cette conception du comportementalisme, les principes de la psychologie opérante peuvent s'appliquer à tout ce qui concerne l'humain, ce qui revient à dire « tout est du comportement », y compris les événements mentaux, d'où le terme de « béhaviorisme radical ».

#### Le comportement verbal
En 1957, Skinner publie Verbal Behavior, dans lequel il analyse le langage comme un comportement. Celui-ci obéit selon lui aux mêmes règles que les autres comportements mais s'en distingue cependant par le fait qu'il ne peut être renforcé par l'environnement physique, mais seulement indirectement par le comportement des autres personnes.
Selon Skinner, le langage est un comportement social. Il peut être renforcé ou éteint par les interlocuteurs comme tout autre comportement. « Le comportement verbal est mis en forme et conservé par un environnement verbal - par des personnes qui répondent au comportement de certaines manières en raison des pratiques du groupe dont ils font partie. Ces pratiques et l'interaction qui en résulte, entre celui qui parle et celui qui écoute, génèrent les phénomènes qui sont considérés ici sous la rubrique du comportement verbal, p. 226 » L'originalité de l'approche et son efficacité thérapeutique viennent de son approche fonctionnelle et non pas formelle du langage. La linguistique et la psycholinguistique s'intéressent à la structure du langage, son vocabulaire, sa grammaire et ses liens avec la structure du psychisme. Dans l'approche du comportement verbal au contraire, le langage est considéré comme un moyen d'obtenir ou d'éviter une conséquence à l'instar des autres comportements et également de modifier l'environnement. Si initialement l'ouvrage fut ignoré par la communauté scientifique, y compris béhavioriste, cette position a progressivement changé au cours des années 1980 et 1990.
Les théories développées dans cet ouvrage sont incorporées aux techniques ABA pour aider les personnes atteintes de TED à substituer le langage à des comportements non verbaux pour interagir avec les autres personnes,.

### Applications du comportementalisme

#### Analyse appliquée du comportement
L'analyse appliquée du comportement ou Applied Behavioural Analysis (ABA) a relancé l'intérêt et la recherche dans le domaine du comportementalisme. Elle en est la continuation contemporaine et sa mise en œuvre pratique. Les travaux de Skinner sont parfois qualifiés de EBA pour « Experimental Behavioral analysis » (Analyse Expérimentales du Comportement) pour les distinguer de ceux de l'ABA.
Durant les années 1950, et au début des années 1960, les chercheurs comportementalistes appliquent à des humains leurs méthodes d'analyse et modification expérimentale du comportement, jusque-là uniquement testées en laboratoire sur des animaux (essentiellement des pigeons et des rongeurs). L'objectif est de déterminer si les principes du comportementalisme s'appliquent également aux êtres humains et s'il est possible de modifier des comportements problématiques de manière durable en dehors du cadre du laboratoire. Sid Bijou étudie les renforcements chez des jeunes enfants, et Ogden Lindsley chez des patients d’hôpitaux psychiatriques.
Dans une large mesure, la méthode ABA est créée en tant qu'alternative à la psychanalyse alors méthode psycho-thérapeutique prédominante dans le monde médical, y compris aux États-Unis.
En 1968 fut créé le Journal of Applied Behavior Analysis. Dans le premier numéro de la revue est publié un article fondateur de la discipline de Baer, Wolf et Risley : « Some current dimensions of Applied Behavior Analysis » (« Quelques dimensions actuelles de l'Analyse Appliquée du Comportement »).
La méthode ABA se définit comme la science dans laquelle les techniques dérivées des principes du comportement sont appliquées systématiquement afin d'améliorer des comportements socialement significatifs, et dans laquelle l'expérimentation est utilisée pour identifier les variables explicatives du comportement.
Ces méthodes d'analyse et de modification du comportement montrent leur efficacité notamment dans l'éducation des enfants atteints de troubles envahissants du développement (TED), particulièrement l'autisme,, ainsi que la prévention du SIDA, l'éducation,, l'acquisition du langage et la gestion des salles de classe pour favoriser les comportements collaboratifs et l'implication scolaire des élèves.
En 2015, la Société américaine de pédiatrie (American Academy of Pediatrics, AAP) recommande des approches dont l'efficacité est démontrée pour les interventions précoces dans les TED des enfants de moins de 3 ans. Ces recommandations mettent l'accent à la fois sur la nécessaire implication de l'entourage dans le développement et sur l'importance des méthodes comportementalistes à mettre en œuvre.

#### Thérapies cognitivo-comportementales (TCC)
À partir des années 1970, le comportementalisme radical défendu par Skinner perd de son influence au profit du cognitivisme. Des auteurs comme Albert Ellis avec la thérapie rationnelle-émotive, Martin E. P. Seligman, Joseph Wolpe ou Aaron Beck développent les thérapies cognitivo-comportementales (TCC) en psychothérapie qui reposent essentiellement sur les théories cognitivistes et qui reprennent quelques techniques comportementalistes. À la différence du cognitivisme, le comportementalisme ne rend pas compte ou très peu de la cognition et du traitement de l'information. Néanmoins il offre un éventail de techniques et d'outils qui permettent de modifier un comportement problématique et agir indirectement sur les cognitions sous-jacentes.
Même si les approches comportementales montrent leur efficacité pour certaines pathologies ou troubles, notamment ceux du comportement et de la socialisation, c'est très souvent la combinaison avec des théories et approches cognitivistes autant que développementales qui expliquent leur succès. Une personne souffrant d'anxiété sociale évite généralement les autres personnes pour éviter d'activer son anxiété. Les approches cognitives permettent au patient d'identifier la croyance, cognition problématique, souvent irrationnelle et définir des cognitions alternatives non anxiogènes. Les personnes anxieuses socialement croient qu'elles sont « nulles », « n'intéressent personne », etc. L'approche comportementaliste demande au patient de volontairement adopter un comportement anxiogène, ici rencontrer des gens, afin de vérifier si la croyance se vérifie. La confrontation de la croyance à la réalité permet au patient de prendre conscience que sa cognition n'est pas fondée et ainsi progressivement la modifier. Les TCC sont d'une certaine façon la synthèse du cognitivisme et du béhaviorisme en psychothérapie.
Cette combinaison d'approches a permis à la psychologie contemporaine de traiter un large éventail de problèmes tels les troubles anxieux, les troubles obsessionnels compulsifs, les troubles de stress post-traumatiques et la dépression,.

## Bases de la théorie comportementaliste

### Comportement répondant
La théorie comportementaliste distingue trois phases dans le processus qui met en œuvre le comportement : l'environnement qui stimule, l'individu qui est stimulé et le comportement ou la réponse de l'individu par suite de la stimulation.
Le schéma classique est donc :
{\displaystyle S\rightarrow I\rightarrow R}
S = le stimulus provenant de l'environnement (des stimuli)
I = l'individu
R = le comportement ou réponse de l'individu par suite de la stimulation
Sans nier la réalité de l'individu (I) et de son fonctionnement interne, les comportementalistes classiques ne s'en préoccupent pas directement. En effet, leur objectif est de spécifier les conditions et les processus par lesquels l'environnement (S) contrôle le comportement (R), sans faire référence à des variables internes considérées comme non observables et hypothétiques. Le schéma selon lequel ils travaillent met ainsi entre parenthèses l'individu (I) qu'ils considèrent comme une « boîte noire ». Toutes les questions relatives à la conscience sont ainsi écartées de leurs champs d'étude.
D'où le schéma :
{\displaystyle S\rightarrow R}
considéré comme le schéma linéaire classique béhavioriste.
Ce schéma peut être assimilé au schéma du conditionnement classique pavlovien. Il a été modifié par B.F. Skinner, car le conditionnement pavlovien n'explique que les apprentissages liés à des stimuli dits inconditionnels, c'est-à-dire des stimuli provoquant des réponses inconditionnelles liées à la phylogénèse de l'espèce.

### Comportement opérant

#### La conséquence du comportement comme élément explicatif
Le deuxième schéma classique est celui du conditionnement opérant. Le terme « comportement opérant » est aujourd'hui de plus en plus préféré à celui de « conditionnement opérant » dans la littérature scientifique. Ce schéma introduit une nouvelle étape dans le processus : les conséquences sur l'organisme pouvant être positives ou négatives.
D'où le schéma :
{\displaystyle S\rightarrow R\rightarrow C}
S = le stimulus provenant de l'environnement (des stimuli)
R = la réponse de l'individu au stimulus
C= les conséquences pour l'individu de son comportement
Ce schéma est souvent appelé ABC pour Antecedent-Behavior-Consequence.
Le stimulus est antérieur au comportement mais il ne le contrôle pas, à la différence de la conséquence qui est postérieure au comportement.
Ce schéma n'est plus unidirectionnel car ce n'est pas un stimulus qui déclenche une réponse, c'est un stimulus qui l'évoque. La réponse ou comportement étant sélectionné par les conséquences sur l'organisme et sur l'environnement, conséquences qui sont propres à chaque organisme, c'est pour cela que l'étude et la classification des stimuli et des réponses ne peut s'effectuer qu'a posteriori.
La différence fondamentale entre le conditionnement répondant et le conditionnement opérant est que le conditionnement opérant présuppose un être actif dans son environnement. L'individu anticipe les conséquences de son comportement à la suite du stimulus. L'individu peut modifier son comportement et l'adapter afin d'obtenir ou d'éviter les conséquences à son comportement. Il y a une boucle de rétro action, dans laquelle la réponse de l'individu va se modifier à mesure qu'il identifie, même inconsciemment, le processus S-R-C. Pour cette raison, le conditionnement opérant est à la base des apprentissages et explique les comportements appris lors de l'ontogénèse de l'organisme.

#### Renforcement et punition

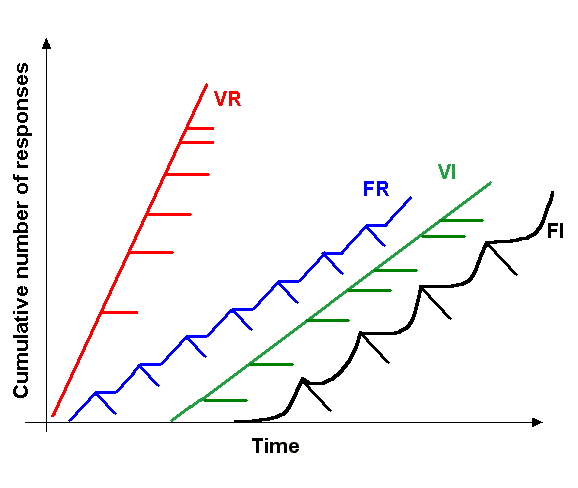
Diagramme montrant l'effet des différents types de fréquence de renforcements. Chaque trait indique l'activation du renforcement.

Les conséquences sont classées selon leur effet sur la fréquence d'apparition future du comportement. Une conséquence est un renforcement si elle augmente la probabilité d’occurrence du comportement qui le précède, ou est une punition si elle diminue la probabilité d'occurrence des comportements qui le précèdent. Les conséquences ne peuvent modifier que les comportements futurs de l'individu d'où le lien entre béhaviorisme et apprentissage.
Par ailleurs, les conséquences peuvent être positives s'il y a un ajout ou augmentation d'intensité d'un stimulus ou négative s'il y a retrait ou diminution d'intensité d'un stimulus l'environnement.
Ainsi par exemple :
Renforcement positif :
Stimulus (antécédent) « Donne le nom d'une encyclopédie gratuite en ligne »
Réponse (comportement) « Wikipédia »
Renforcement positif (conséquence) : « Bonne réponse ! Bravo ! »
- Augmentation de la probabilité d'apparition du comportement : « répondre à la question »

Renforcement négatif :
Stimulus (antécédent) « La poubelle dégage une mauvaise odeur dans la cuisine »
Réponse (comportement) « La poubelle est mise à l'extérieur »
Renforcement négatif (conséquence) « Il n'y a plus de mauvaise odeur dans la cuisine » (= retrait)
- Augmentation de la probabilité d'apparition du comportement : « sortir la poubelle »

Punition positive :
Stimulus (antécédent) « La route est verglacée »
Réponse (comportement) « Le conducteur roule à vitesse normale »
Punition positive (conséquence) « La voiture percute celle qui la précède » (= ajout)
- Diminution de la probabilité d'apparition du comportement : « conduire à vitesse normale lorsque la route est verglacée »

Punition négative :
Stimulus (antécédent) « Aller aux toilettes du café en laissant son portefeuille sur la table sans surveillance »
Réponse (comportement) « Un passant vole le portefeuille »
Punition négative (conséquence) « Ne plus avoir son portefeuille » (= retrait)
- Diminution de la probabilité d'apparition du comportement : « laisser son portefeuille sur la table d'un café sans surveillance »

## Critiques du comportementalisme
L'essentiel des critiques du comportementalisme portent sur le fait qu'il limite trop l’apprentissage à l’association stimulus-réponse et considère le sujet comme une boîte noire (il ne prend pas en compte, par exemple, les connaissances préalables du sujet). Le cognitivisme est né dans les années 1950 en réponse au béhaviorisme qui ne prenait pas en compte et ne fournissait pas un cadre théorique explicatif des cognitions. En particulier, la critique faite par Chomsky en 1959 de l'ouvrage Verbal Behaviour de Skinner a un impact significatif sur la communauté scientifique des psychologues et marque la fin de l'hégémonie intellectuelle du béhaviorisme.
Les punitions corporelles ou souffrances physiques infligées sont initialement considérées comme acceptables en tant que punitions ou renforcements visant à modifier des comportements d'automutilation ou de troubles autistiques lourds notamment. Au début des années 1980, la communauté des psychologues prend position sur un plan éthique afin de donner des indications et un cadre d'intervention, et proscrivent finalement tout recours à la violence physique ou la souffrance physique (fessée, chocs électriques, etc.),.
La méthode ABA est accusée aux États-Unis par deux associations, Autism Network International (dans le cadre d'un article co-écrit avec la pro-psychanalyse Mireille Battut) et Autistic Self Advocacy Network, de cruauté, de robotisation et de conditionnement des enfants autistes,. En France, en 2012, une plainte par le père d'un enfant autiste auprès de l'Agence régionale de santé pour maltraitance contre le Centre Camus de Villeneuve d'Ascq, un centre pilote en matière de pratique de l'ABA, aboutit  à un constat de « dysfonctionnements » constituant « des facteurs de risques de maltraitance susceptibles d'avoir des répercussions sur les enfants accueillis »,. 
Dans le cadre de la bataille de l'autisme en France entre les courants psychanalytique, aujourd'hui contesté, et « comportementaliste », via les TCC et l'ABA préconisées par les autorités de santé, un mouvement récent né au sein de personnes ayant le syndrome d'Asperger les rejette l'un comme l'autre, des professionnels prônant quant à eux leur « complémentarité ».

## Théoriciens comportementalistes
- Ivan Pavlov (1849-1936)
- John Watson (1878-1958)
- Burrhus F. Skinner (1904-1990)
- Sidney W. Bijou (en) (1908-2009)
- Clark Hull (1884[1952)
- Edward Tolman (1886-1959)
- Ivar Lovaas (1927-2010)
- Albert Bandura (1925-2021)